# Bzenec (stacja kolejowa)
Bzenec – stacja kolejowa w miejscowości Bzenec, w kraju południowomorawskim, w Czechach. Znajduje się na wysokości 185 m n.p.m.
Jest zarządzana przez Správę železnic. Na stacji znajdują się kasy biletowe, na których istnieje możliwość zakupu biletów na wszystkie pociągi w tym międzynarodowe oraz rezerwacji miejsc.

## Linie kolejowe
- 340 Brno - Uherské Hradiště
- 342 Bzenec - Moravský Písek